# Кулицкий Мох (платформа)
Кули́цкий Мох  — остановочный пункт на перегоне Дорошиха — Лихославль участка Тверь — Бологое главного хода Октябрьской железной дороги. Находится на территории деревни Красная Пресня Калининского района Тверской области.
Остановочный пункт открыт в 1932 году в связи с расширением добычи торфа на болотах. На платформе останавливается большая часть пригородных электропоездов (8 пар в сутки). Время следования от станции Тверь — 27 минут. Поезда дальнего следования на остановочном пункте не останавливаются.
На остановочном пункте — две боковые низкие платформы. Турникетами не оборудован.